# Belgian American Educational Foundation
La Belgian American Educational Foundation (BAEF) est un organisme philanthropique indépendant qui prend en charge l'échange d'étudiants, de scientifiques et d'universitaires méritants entre les États-Unis et la Belgique.

## Histoire
À partir d'octobre 1914, durant la Première Guerre mondiale, Herbert Hoover a organisé le Comité pour les secours en Belgique (USA) et la Commission pour les secours en Belgique. Le 9 janvier 1920, près de deux ans après la guerre, la Belgian American Educational Foundation fut fondée avec le budget restant du comité et de la commission précités. La BAEF en est donc devenue l'héritière.
Après la guerre, la BAEF investira des fonds dans les terrains et bâtiments du campus du Solbosch à l'Université libre de Bruxelles mais aussi dans la reconstruction de la bibliothèque de l'Université catholique de Louvain. En 1925, la BAEF fonde la Fondation Hoover pour le développement de l'Université de Bruxelles et la Fondation Hoover pour le développement de l'Université de Louvain. Elle commencera ensuite à fournir des bourses pour les échanges d'étudiants.

## Alumniayant acquis une certaine notoriété
- Cédric Blanpain
- Emile Boulpaep
- Eva Brems
- Albert Claude
- Gaston Eyskens
- Mark Eyskens
- Corneille Heymans
- Georges Lemaître
- Lotte Brand Philip
- Jean Charles Snoy et d'Oppuers
- Paul van Zeeland
- Pierre Wigny